# Пауля, Олег Васильевич
Олег Пауля (англ. Oleg Paulya; Белоруссия) — белорусский музыкант. Является основателем и солистом группы PALLADIUM Electric Band, которая наряду с активной концертной деятельностью принимала участие в шоу-программах, фестивалях, телевизионных проектах, благотворительных акциях и неоднократно выступала на музыкальных площадках СНГ и Европы. Лауреат Национального конкурса скрипачей, Олег Пауля дважды стал обладателем премии светского мегапроекта «Топ 50 самых красивых и успешных людей Минска» — в 2010 году и в 2013 году.

## Биография
Олег Пауля родился в 1969 году в г. Солигорске (Минская область, Белоруссия). Образование получил в Белорусской государственной академии музыки (до 1993 г. — Белорусская государственная консерватория им. А. В. Луначарского).

## Профессиональная карьера
- 1993—1999 — Государственный камерный оркестр Беларуси
- 1999—2002 — симфонический оркестр Филармония Наций[2], Германия (нем.  Symphonieorchester Philharmonie der Nationen) под управлением Юстуса Франца[нем.].
- 2002—2003 — симфонический оркестр Тенерифе[3], Испания (англ. Tenerife Symphony Orchestra).
- 2003—2010 — симфонический оркестр Филармония Наций, Германия (нем.  Symphonieorchester de:Philharmonie der Nationen).

За годы работы Олег Пауля принял участие в концертах, которые прошли в Англии, Германии, Франции, Испании, Голландии и других странах Европы; в США, Китае, Гонконге, Малайзии, Ливане, Камбодже, ЮАР и других. Состоялись выступления с Монсеррат Кабалье, Монсеррат Марти, Марко Йентчем и другими. Олег также принимал участие в проекте BIG 8 с Андреа Бочелли (Париж, Франция, 2005 год).
Были и выступления на благотворительных акциях. Примером тому могут служить концерты на вручении премии Montblanc (Prix Montblanc, Berlin).

## PALLADIUM Electric Band
2008 год стал переломным в творчестве О. Пауля. Продолжая сотрудничать с немецким симфоническим оркестром, Олег организовал собственный музыкальный проект — PALLADIUM Electric Band.
Группа была приглашена для выступления в таких проектах, как благотворительная программа «Мировые звёзды поддерживают деятельность России по борьбе с детскими онкологическими и офтальмологическими заболеваниями» (при участии Шэрон Стоун, Моники Белуччи, Микки Рурка, Жерара Депардье, Мэйсио Паркера, Seal, Leningrad Cowboys, группы «Земляне» и других); «Мисс-Беларусь», Akpinar Patisseries и Girne American University (по приглашению Американского университета в Гирне, Кипр), Международный Фестиваль моды и фото «Мельница моды» (по приглашению MTV), творческий вечер, посвященный Марису Лиепе, совместный концерт с группой «Roxette» в Dubai World Center (2011), дни России в Китае в 2012, Big Love Show «Love Radio» в СК «Олимпийский» Москва и в «Ледовом Дворце» Санкт-Петербург в 2012 году, Славянский базар в 2011, 2013 и 2016 годах.
Творчество PALLADIUM Electric Band пользуется вниманием СМИ (недоступная ссылка) («GAU Media»; «KIBRIS Star»; «Русские эмираты». Культура; «Шоу-бизнес. 2010»; «Шоу-бизнес. 2011»; «Авиамост. ОАЭ»; «Женский журнал»; «Вечерний Минск». Звёздный паркинг; «Вечерний Минск» Культура.; «ЭШ. Светская хроника» и других).

«Я убежден, что будущее классической музыки — это шоу».— Олег Пауля (из интервью «Женскому журналу» №6, 2010)
Группа PALLADIUM Electric Band дважды становится лучшей инструментальной группой Беларуси в 2015 году и в 2016 году («Выбор Года»).

## Дискография
В 2010 году группа записала свой дебютный альбом «Energy», в который вошли обработки известных классических мелодий, сняла первое видео, премьера которого прошла на MTV. Сотрудничество со звукозаписывающей фирмой «Sonicmedia» из Таллина, Эстония приводит к выпуску двух новых альбомов: «Taboo» и «Love Planet».
Альбомы
- 2010 год — альбом «Energy»
- 2012 год — альбом «Taboo»
- 2014 год — альбом «Love Planet»
- 2016 год — альбом «Evolution» (mixed by DJ Shelest) в сотрудничестве с DJ Shelest

Синглы
- «Back to Bach»
- «Energy (remix)»
- «Czardas»

## Видео
- 2011 год — Официальное видео «Energy»
- 2014 год — DVD/Blue-ray «Magic Violins»
- 2015 год — Официальное видео «Florence»
- 2016 год — Официальное видео «Love Planet»
- 2017 год — Официальное видео «Loneliness»

## Скрипки
Скрипки, используемые музыкантами, изготавливаются по индивидуальному заказу фирмами «Ted Brewer Violins» (Англия) и «Bridge Violins» (Англия).